# Dicladocera exilicorne
Dicladocera exilicorne är en tvåvingeart som beskrevs av David Fairchild 1958. Dicladocera exilicorne ingår i släktet Dicladocera och familjen bromsar. Inga underarter finns listade i Catalogue of Life.